# Świadkowie Jehowy w Angoli

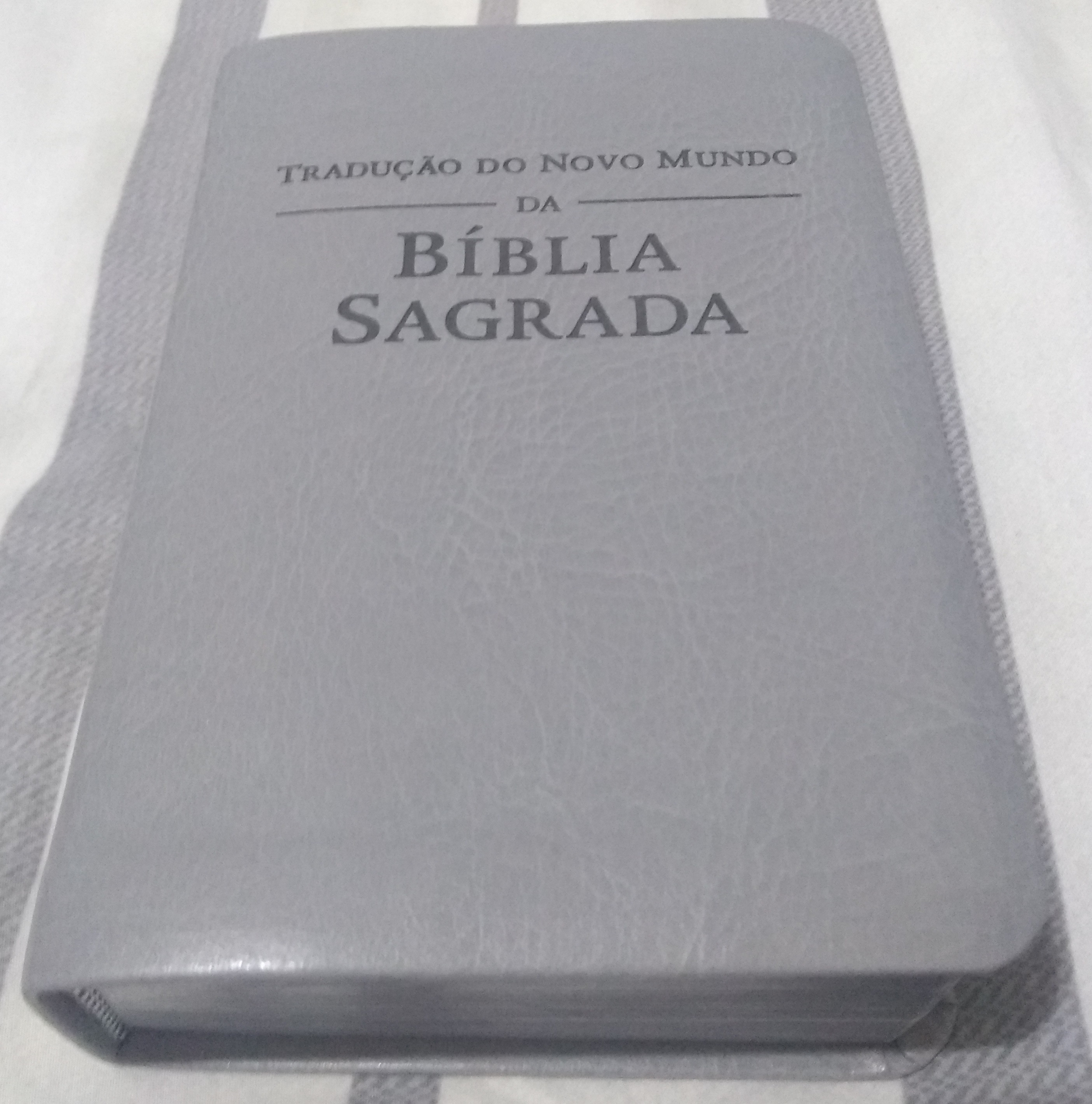
Pismo Święte w Przekładzie Nowego Świata (portugalskojęzyczne wyd. zrewidowane)

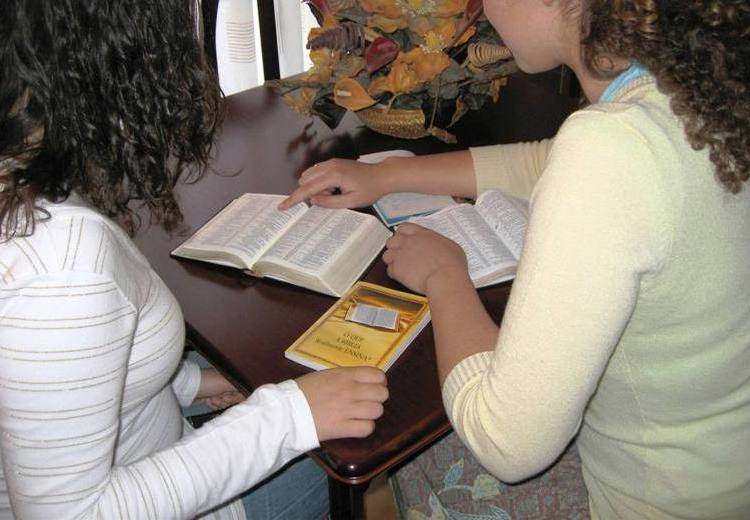
W Angoli co miesiąc prowadzi się przeciętnie 504 213 bezpłatnych kursów biblijnych (2023)

Świadkowie Jehowy w Angoli – społeczność wyznaniowa w Angoli, należąca do ogólnoświatowej wspólnoty Świadków Jehowy, licząca w 2023 roku 169 960 głosicieli, należących do 	
2567 zborów. Na dorocznej uroczystości Wieczerzy Pańskiej w 2023 roku zgromadziły się 643 854 osoby. Działalność miejscowych wyznawców koordynuje Biuro Oddziału w Luanda Sul. Sale Zgromadzeń znajdują się w miejscowościach Viana, Huambo, Cuca, M’banza-Kongo, N’dalatando, Saurimo, Luena oraz Soyo. Jedna z 27 wspólnot Świadków Jehowy na świecie, których liczebność przekracza 100 000 głosicieli.

## Historia

### Początki i rozwój
Pierwsze wiadomości o działalności Świadków Jehowy w Angoli nadesłali w 1938 roku Olga i Gray Smithowie z Kapsztadu. Wyruszyli oni z Johannesburga samochodem przystosowanym do publicznego odtwarzania nagranych wykładów biblijnych. Podczas trzymiesięcznej podróży pozyskali wielu prenumeratorów „Strażnicy” i rozpowszechnili 8158 Biblii, książek i broszur. Dotarli do mieszkańców miast na zachodzie Angoli.
W 1950 roku działalnością kaznodziejską objęto drugie pod względem wielkości miasto Angoli – Huambo, nazywane Nova Lisboa. Później pojawili się tam wyznawcy tacy jak: João da Silva Wima, Leonardo Sonjamba, Agostinho Chimbili, Maria Etosi i Francisco Portugal Eliseu. Liczba głosicieli w całej Angoli wynosiła wówczas 14 osób. W 1955 roku w całym kraju było 30 głosicieli, większość w Baía dos Tigres.
W 1956 roku do Angoli przybył misjonarz Szkoły Gilead – Mervyn Passlow z żoną Aurorą. Rok później liczba Świadków Jehowy wynosiła 54 osoby.
W 1961 roku miały miejsce pierwsze aresztowania Świadków Jehowy za prowadzenie działalności religijnej.
W 1967 roku do Sá da Bandeira przeprowadziła się nowo ochrzczona Zuleika Fareleiro, która prowadziła działalność kaznodziejską, chociaż działalność ta była wówczas zakazana. W 1969 roku miały miejsce kolejne uwięzienia Świadków Jehowy za działalność religijną.
W 1974 roku w Angoli działało ponad 1500 głosicieli. W maju tego samego roku wypuszczono Świadków Jehowy z więzień. W marcu 1975 roku odbyło się pierwsze większe zgromadzenia religijne w hali Cidadela Desportiva, w Luandzie. W 1975 roku wydalono z Angoli wszystkich „białych” Portugalczyków, w tym również nadzorujących działalność Świadków Jehowy. 5 września 1975 roku minister sprawiedliwości oficjalnie zalegalizował działalność Świadków Jehowy. Zanotowano też w tym okresie 3055 głosicieli.

### Prześladowania religijne
W roku 1976 na Świadków Jehowy spadły prześladowania ze strony władz. Próbowano zmusić ich do wykupywania legitymacji partyjnych. Biuro Polityczne Komitetu Centralnego MPLA oskarżyło Świadków o nawoływanie do nieposłuszeństwa wobec państwa, do znieważania sztandaru oraz do uchylania się od pełnienia służby wojskowej. Rozgłośnia Kościoła katolickiego w swoich programach informowała, że Świadkowie prowadzą działalność wywrotową.
8 marca 1978 roku Biuro Polityczne Komitetu Centralnego MPLA wprowadziło oficjalny zakaz działalności. Nastąpił okres masowych zwolnień z pracy, aresztowań, wtrącania do więzień i obozów pracy, przesiedleń oraz wydawania wyroków śmierci. W tym czasie tysiące Świadków Jehowy opuściło Angolę.
W 1979 roku miała miejsce wizyta w Angoli Alberta Oliha z Biura Oddziału w Nigerii. Rok później Ciało Kierownicze Świadków Jehowy Świadków Jehowy przysłało do Angoli Alberta Olugbebiego z Biura Oddziału w Nigerii.
W 1986 roku powstał pierwszy zbór posługujący się językiem nyaneka.
W 1987 roku zanotowano liczbę 8388 głosicieli. W 1990 roku portugalscy współwyznawcy przekazali pomoc humanitarną dla poszkodowanych przez suszę.

### Prawna rejestracja i rozwój działalności

#### Lata 90. XX wieku
10 kwietnia 1992 roku prawnie uznano działalność ponad 18 000 Świadków Jehowy w Angoli. Ze względu na neutralność Świadków Jehowy w wojnie domowej miały miejsce aresztowania i egzekucje odmawiających wzięcia broni do ręki.
W 1993 roku zorganizowano wielkie kongresy. Rok później przybyli misjonarze Świadków Jehowy. Po raz pierwszy kongresy pod hasłem „Bojaźń Boża” zorganizowano na prowincji: jeden w Bengueli, gdzie zgromadziły się 2043 osoby, a drugi w Namibe, na który przybyło 4088 osób. Łączna liczba obecnych na wszystkich zgromadzeniach osiągnęła 67 278, z czego 962 ochrzczono.
W 1995 roku osiągnięto liczbę ponad 26 000 głosicieli, a ponad 66 000 osób przybyło na kongresy pod hasłem „Rozradowani chwalcy Boga” zorganizowane w Angoli. 1 września 1996 roku zaczęło funkcjonować angolskie Biuro Oddziału. W następnym roku powstała pierwsza w Angoli Sala Królestwa w Lubango. W roku 1998 zorganizowano w Huambo pierwsze zgromadzenie okręgowe pod hasłem „Boża droga życia” w języku umbundu, uczestniczyło w nim przeszło 3600 osób.

#### 2000–2009
W 2000 roku przekroczono liczbę 40 000 głosicieli (ok. 0,3% ludności Angoli). Cztery lata później liczba głosicieli osiągnęła 54 000. 8 stycznia 2005 roku otworzono nowe Biuro Oddziału. Dwa lata później zanotowano liczbę 65 705 głosicieli. W roku 2007 powstała pierwsza grupa języka czokwe. W roku 2008 osiągnięto liczbę 71 804 głosicieli. Powstał pierwszy zbór języka kimbundu.

#### 2010–2019
W 2010 roku wydano Chrześcijańskie Pisma Greckie w Przekładzie Nowego Świata (Nowy Testament) w języku luvale. W roku 2013 w Angoli działało 99 425 głosicieli (ok. 0,4% ludności Angoli). W roku 2014 przekroczono liczbę 100 tysięcy głosicieli. W tym samym roku powstała pierwsza grupa języka ibinda.
25 stycznia 2015 roku na Estádio 11 de Novembro w Luandzie odbył się specjalny program z okazji wizyty przedstawiciela Biura Głównego Świadków Jehowy. Było to największe pojedyncze zgromadzenie Świadków Jehowy w historii w tym kraju. Z programu skorzystało ponad 41 tysięcy osób zebranych na tym stadionie, a kolejne 11 500 osób skorzystało z transmisji do Sali Zgromadzeń. W marcu 2015 roku Świadkowie Jehowy zorganizowali pomoc humanitarną dla poszkodowanych przez powódź w prowincji Benguela. W tym samym roku wydano Chrześcijańskie Pisma Greckie w Przekładzie Nowego Świata w języku kongo (Angola) oraz umbundu.
W 2017 roku Świadkowie Jehowy rozpoczęli organizowanie pomocy humanitarnej dla uchodźców, ofiar konfliktów zbrojnych i fali przemocy w Demokratycznej Republice Konga. Wśród uchodźców, którzy schronili się w Angoli jest ponad 870 Świadków Jehowy i ich dzieci.
25 sierpnia 2017 roku, w czasie odbywającego się kongresu regionalnego pod hasłem „Nie poddawaj się!” w Sali Zgromadzeń w Luandzie, 405 uczestników straciło przytomność, gdy w głównym audytorium oraz w toaletach nieznani sprawcy rozpylili trujący gaz. Nikt nie zginął, a 43 poszkodowanym udzielono pomocy medycznej w miejscowych szpitalach. Jeszcze tego samego dnia policja zatrzymała trzech podejrzanych mężczyzn. W kongresie uczestniczyło ponad 12 000 osób, a 188 zostało ochrzczonych. We wrześniu 2018 roku w Maputo w Mozambiku odbył się kongres specjalny pod hasłem „Bądź odważny!” z udziałem delegacji z Angoli.
14 września 2018 roku w Lubango ogłoszono wydanie Chrześcijańskich Pism Greckich w Przekładzie Nowego Świata w języku nyaneka.
W roku 2018 w Angoli przekroczono liczbę 155 tysięcy głosicieli.
25 i 26 maja 2019 roku w obozie dla uchodźców Lóvua odbyły się zgromadzenia obwodowe pod hasłem „Bądź silny!”. Z programu w języku lingala skorzystało 380 osób, a 3 zostały ochrzczone, natomiast z programu w języku tshiluba skorzystało 630 osób, a 6 zostało ochrzczonych. Byli to uchodźcy z Demokratycznej Republiki Konga, gdzie panuje niespokojna sytuacja. Zbudowano też dwie tymczasowe Sale Królestwa. Korzystają z nich cztery zbory — trzy tshiluba i jeden lingala.
W 2019 roku delegacje z Angoli brały udział w kongresie międzynarodowym pod hasłem „Miłość nigdy nie zawodzi!” w Brazylii i Portugalii.
24 listopada 2019 roku na specjalnym zgromadzeniu w Sali Zgromadzeń w Vianie ogłoszono wydanie Pisma Świętego w Przekładzie Nowego Świata w języku kongo. W 2019 roku w Angoli w zborach posługujących się językiem kongo było 1524 głosicieli. 

#### Lata 20. XXI wieku
W 2020 roku co miesiąc prowadzono przeciętnie ponad 720 000 bezpłatnych kursów biblijnych. Osiągnięto liczbę 167 638 głosicieli.
7 kwietnia 2020 roku w związku z pandemią COVID-19 program uroczystości Pamiątki śmierci Jezusa Chrystusa w sześciu językach (ibinda, kimbundu, kongo, nyaneka, portugalskim i umbundu) nadało sześć stacji radiowych; stacje radiowe transmitują również program zebrań zborowych. Z powodu tej pandemii miejscowe Biuro Oddziału utworzyło do lipca 2020 roku 37 Komitetów Pomocy Doraźnej. W formie pomocy humanitarnej ponad 50 000 najbardziej potrzebującym Świadkom Jehowy i osobom zainteresowanym dostarczyły ponad 693 tony żywności.
16 stycznia 2021 roku Genésio Verdiano, członek Komitetu Oddziału w Angoli, w nagranym wcześniej przemówieniu ogłosił wydanie Pisma Świętego w Przekładzie Nowego Świata w języku umbundu. W związku z pandemią COVID-19 zorganizowano specjalne zebrania w trybie wideokonferencji. W Angoli tym językiem posługuje się 6500 głosicieli.
21 listopada 2021 roku Eric Raffaeli, członek miejscowego Komitetu Oddziału, w nagranym wcześniej przemówieniu ogłosił wydanie Pisma Świętego w Przekładzie Nowego Świata w języku kimbundu. W związku z pandemią COVID-19 zorganizowano specjalne zebrania w trybie wideokonferencji. Program obejrzało około 11 000 osób. W Angoli tym językiem posługuje 2614 głosicieli w 55 zborach.
3 grudnia 2022 roku Samuel Campos, członek angolskiego Komitetu Oddziału ogłosił wydanie Ewangelii według Mateusza i Dziejów Apostolskich w językach czokwe i ibinda. Nagrany wcześniej program obejrzało około 2000 osób. Językiem czokwe w 2022 roku posługiwało się 1595 głosicieli. W Angoli było 10 zborów tego języka, a w Demokratycznej Republice Konga — 23. Językiem ibinda posługiwało się 546 głosicieli w 13 zborach w eksklawie Kabinda. Zanim wydano Ewangelię według Mateusza i Dzieje Apostolskie, w tym języku nie było żadnej księgi biblijnej. Dlatego głosiciele korzystali z Pisma Świętego w Przekładzie Nowego Świata w języku portugalskim.
28 lipca 2023 roku Salvador Domingos, członek angolskiego Komitetu Oddziału W czasie kongresu regionalnego pod hasłem „Okazujcie cierpliwość!” w Lubango, ogłosił wydanie Pisma Świętego w Przekładzie Nowego Świata w języku nyaneka. Jest to pierwszy kompletny przekład Biblii w tym języku. Z programu skorzystało 2621 osób. Językiem tym w 2023 roku posługiwało się 1544 głosicieli w 41 zborach i 5 grupach. 23 września 2023 roku Johannes De Jager, członek angolskiego Komitetu Oddziału ogłosił wydanie Ewangelii według Mateusza i Dziejów Apostolskich w angolskim języku migowym (LAS). To pierwsze księgi biblijne przetłumaczone na ten język. Ze specjalnego programu w Sali Zgromadzeń w Luandzie skorzystało 1881 osób. W 37 zborach, 7 grupach i 1 grupie pilotażowej tego języka działa ponad 1000 głosicieli. 13 stycznia 2024 roku Jeffrey Winder z Ciała Kierowniczego ogłosił wydanie Chrześcijańskich Pism Greckich w Przekładzie Nowego Świata w języku czokwe. W miejscowym Biurze Oddziału w Luandzie zorganizowano specjalne spotkanie z którego skorzystało 187 osób, a z transmisji — 353 427. Było wśród nich 1644 głosicieli mówiących językiem czokwe. W 10 zborach tego języka w Angoli jest 462 głosicieli, a w 21 zborach w Demokratycznej Republice Konga — 734 głosicieli.
28 czerwca 2024 roku, podczas kongresu regionalnego pod hasłem „Głośmy dobrą nowinę!” w Menongue, Johannes De Jager, członek Komitetu Oddziału w Angoli, ogłosił wydanie Ewangelii Mateusza i Łukasza oraz Dziejów Apostolskich w Przekładzie Nowego Świata w języku ngangeli. W 2024 roku językiem tym posługiwało się 260 głosicieli w ośmiu zborach i grupach w Angoli i Namibii. 2 sierpnia 2024 roku podczas kongresu regionalnego pod hasłem „Głośmy dobrą nowinę!” w Kabindzie, Carlos Hortelão z Komitetu Oddziału w Angoli ogłosił wydanie Chrześcijańskich Pism Greckich w Przekładzie Nowego Świata w języku ibinda. Programu wysłuchało łącznie 953 obecnych. To pierwsze tłumaczenie Biblii w tym języku, którym posługuje się 335 głosicieli w 13 zborach i 1 grupie.
Serwis jw.org jest jedną z najpopularniejszych stron internetowych w Angoli. Wzrost liczby głosicieli powoduje powstanie każdego miesiąca przeciętnie jednego „nowego obwodu”, składającego się z kilkunastu zborów; 15 obwodów rocznie. W związku ze wzrostem liczby głosicieli w 2020 roku potrzeba było około 300 nowych Sal Królestwa i 13 Sal Zgromadzeń.
Kongresy regionalne organizuje się w 9 językach.
W miejscowym Biurze Oddziału tłumaczy się publikacje na 10 języków, m.in.: czokwe, kongo (Angola), mbundu (kimbundu), luvale, ngangela, nyaneka, umbundu i angolski język migowy. W lutym 2024 roku zaplanowano zakończenie remontu w zakupionym w grudniu 2021 roku nowym budynku Biura Oddziału, w którym będzie 57 pokojów oraz 60 pomieszczeń biurowych.
Od maja do października 2022 roku przybyło ponad 265 000 nowych bezpłatnych kursów biblijnych. Od 2014 do 2024 roku liczba głosicieli wzrosła ze 108 tysięcy do 170 tysięcy, z tego prawie 130 tysięcy mieszka w stolicy (75% głosicieli w kraju).

## Statystyki

### Liczba głosicieli (w tym pionierów)
Dane na podstawie oficjalnych raportów o działalności:
- najwyższa liczba głosicieli osiągnięta w danym roku służbowym[c] (liczby nad słupkami na wykresie)
- przeciętna liczba pionierów w danym roku służbowym (ciemniejszym odcieniem, liczby na słupkach wykresu; w przypadku braku miejsca na wykresie liczbę pionierów podano nad wykresem w nawiasie; od 2017 roku podawana jest tylko liczba pionierów pełnoczasowych, bez pomocniczych)

Wartości opisów na wykresie podano w tysiącach: